# Romeo Muradyan
Romeo Muradyan (né le 9 janvier 1979 à Tbilissi en Géorgie) est un acteur de théâtre et de cinéma arménien. Il est surtout connu pour son rôle de Edgar dans Մի Վախեցիր aux côtés de Khoren Levonyan et Lusine Tovmasyan.

## Biographie
Fils de Sanasar Muradyan et Roza Muradyan (née Tersagatelova). Il a une sœur cadette d'un an nommée Narine Muradyan. Il a commencé sa carrière d'acteur en 1995 lorsqu'il avait joué dans la pièce de théâtre de Avksenty Tsagareli Scandale d'Avlabar. À cette époque, il n'avait que 16 ans. En 1998, il est diplômé du studio d'art dramatique du théâtre russe-arménien Bedros Atamian de Tbilissi. Il reste dans la troupe de ce théâtre de 1998 à 2012. Il travaillait également au théâtre arménien Slava Stepanian à Moscou. Depuis 2012, il vit en France à Paris avec sa famille. Il parle couramment le russe, le géorgien, l'arménien et un peu le français.

## Vie privée
Le 23 septembre 2000, Romeo épouse Alina Muradyan (née Tumasyan). Ils ont eu trois enfants : Hamlet (né le 31 octobre 2003),
Giorgi (né le
18 septembre 2009) et Rosalie (née le 15 janvier 2016). Son fils aîné Hamlet a eu un rôle de figurant dans le film Դուռը Բաց.

## Filmographie

### Cinéma et télévision
- 2006 : Մի Վախեցիր[1] : Edgar (Traduction : N'aie pas peur)
- 2006 : ქაღალდის ტყვია : Seroj (Traduction : Balle en papier)
- 2009 : დამუკიდებლობის : Un communiste d'Arménie (Traduction : Indépendance)
- 2020 : Անատոլիական Պատմություն : Rustam Babayan(Traduction : L'histoire anatolienne)

### Théâtre
- 1995 : Скандал на Авлабаре de Avksenty Tsagareli : Sako (Traduction : Scandale à Avlabar)
- 1996 : Женихи моей дочери[2] de A. Shatverian : Aram / Armen (Traduction : Les époux de ma fille)
- 1997 : Страсти Арташеса de Václav Stepanian : Un soldat (Traduction : La passion de Artaxias)
- 1998 : Горе от любви[3] de Felix Khachatrian et Levon Ouzounian : Vagan (Traduction : Mont d'amour)
- 1999-2000 : Вначале скончались, затем повенчались[4],[5] de Raphael Eristavi et Levon Ouzounian : Sergo (Traduction : d'abord, ils sont morts, puis se sont mariés)
- Année inconnue : Карнавал de A. Movsesian : Une chèvre (Traduction : Carnaval)
- Année inconnue : Пикник de Fernando Arrabal : Sapo (Traduction : Pique-nique)
- Année inconnue : Дядя Багдасар de Akop Panoyan : Oksen (Traduction : Oncle Bagdasar)
- Année inconnue : Восточный дантист de Akop Panoyan : Markar (Traduction : Dentiste de l'Est)
- Année inconnue : Обвинительное заключение de Nodar Dumbadze : Gigla Meburishvili (Traduction : L'acte d'accusation)
- Année inconnue : Рождество в доме Купьелло de Eduardo De Filippo : Ninilo (Traduction : Noël à la maison Kupello)
- 2005 : À vos souhaits[6] de Pierre Chesnot et Levon Ouzounian : Ludovic (à Tbilissi)
- 2014 : À vos souhaits[7],[8] de Pierre Chesnot et Levon Ouzounian : Ludovic (à Paris)